# اقتصاديات بيتكوين
صمم ساتوشي ناكاموتو البيتكوين ليعمل كعملة، ولكن وضعه كعملة محل خلاف. يعرف الاقتصاديون المال بأنه مخزن للقيمة ووسيلة للتبادل ووحدة للحساب، ويتفقون على أن البيتكوين لا يفي حاليًا بكل هذه المعايير.

## التصنيف
يُشار إلى البيتكوين عادةً بمصطلحات مثل: العملة الرقمية، والنقد الرقمي، والعملة الافتراضية، والعملة الإلكترونية، والذهب الرقمي، أو العملة المشفرة.
تُعدّ مسألة ما إذا كان البيتكوين عملة أم لا أمرًا متنازعًا عليه. يمتلك البيتكوين ثلاث صفات مفيدة في العملة، وفقًا لما ذكرته مجلة الإيكونوميست في يناير 2015: فهي "صعبة الكسب، ومحدودة في العرض، وسهلة التحقق". يُعرف الاقتصاديون المال بأنه مخزن للقيمة، ووسيلة للتبادل، ووحدة للحساب، ويتفقون على أن البيتكوين لا يزال أمامه طريق ليقطعه للوفاء بجميع هذه المعايير. ويؤدي البيتكوين أفضل أداء كونه وسيلة للتبادل: فعلى الأقل خلال الفترة من مارس 2014 إلى يوليو 2023، عانى سوق البيتكوين من التقلبات، مما حد من قدرة البيتكوين على العمل كمخزن مستقر للقيمة، ويستخدم تجار التجزئة الذين يقبلون البيتكوين عملات أخرى كوحدتهم الرئيسية للحساب.
لا يزال تصنيف الحكومة الأمريكية للبيتكوين غامضًا وغير واضح المعالم، إذ تتضارب الأحكام الصادرة عن مختلف الهيئات القضائية والتنفيذية. ففي عام 2013 أصدر القاضي "آموس إل مازانت الثالث" من محكمة مقاطعة الولايات المتحدة للمنطقة الشرقية من تكساس حكما قضى بأن "البيتكوين عملة أو شكل من أشكال المال". إلا أن القاضية تيريزا ماري بولر من محكمة الدائرة القضائية الحادية عشرة في فلوريدا قد برأت في يوليو 2016م متهمًا بتهمة غسل الأموال استخدم فيها البيتكوين، مؤكدة أن "البيتكوين قد تشترك مع المال في بعض الصفات، لكنها تختلف عنه في جوانب جوهرية، فهي ليست ثروة ملموسة ولا يمكن إخفاؤها مثل النقود والذهب". وفي سبتمبر من العام ذاته، أصدرت القاضية أليسون ناثان من محكمة مقاطعة الولايات المتحدة للمنطقة الجنوبية من نيويورك حكما يتعارض مع حكم القاضية بولر، مؤكدة أن "البيتكوين هي أموال وفقًا للمعنى الواضح لهذا المصطلح، إذ يمكن استخدامها كوسيلة للدفع أو شرائها من البورصة، وبالتالي فهي تعمل كوسيلة للتبادل". أما على مستوى الهيئات التنفيذية، فتصنف وزارة الخزانة الأمريكية البيتكوين كعملة افتراضية لا مركزية، بينما تصنفها لجنة تداول العقود الآجلة للسلع كسلعة، وتعتبرها دائرة الإيرادات الداخليةأصلًا.
تصنف كل من مصلحة الضرائب في جنوب أفريقيا،  وتشريعات كندا،  ووزارة المالية في جمهورية التشيك،  وغيرها من الجهات المماثلة، البيتكوين ضمن خانة الأصول غير المادية. يرى البنك الاتحادي الألماني أن البيتكوين لا يندرج تحت مسمى العملة الافتراضية أو النقود الرقمية،  ويفضل استخدام مصطلح "رمز التشفير" بدلًا منه. من جانبه يرى بنك الشعب الصيني أن البيتكوين ليس في الأساس عملة، بل هو أداة استثمارية.
أما على صعيد النقاش الأكاديمي والإعلامي، فهناك اختلاف في التسميات التي تطلق على البيتكوين. فبعض وسائل الإعلام تميز بين الأموال التقليدية والبيتكوين،  بينما يعتبر البعض الآخر البيتكوين نوعًا من الأموال. وقد أعلنت صحيفة وول ستريت جورنال تصنيفها للبيتكوين كسلعة في ديسمبر عام 2013،  في حين أشار صحفي في فوربس إليها على أنها أصول رقمية قابلة للتحصيل. واقترح عالما كمبيوتر من جامعة أمستردام مصطلح "سلعة معلوماتية شبيهة بالمال" لوصف البيتكوين.
بالإضافة إلى ما سبق، يُوصَف البيتكوين أيضًا بأنه نظام دفع.:1

### الاستخدام العام
وفقًا لدراسة استقصائية أجرتها جامعة كامبريدج عام 2017، يتراوح عدد مستخدمي المحافظ الرقمية للعملات المشفرة بين 2.9 مليون و5.8 مليون مستخدم فريد، مع سيادة عملة البيتكوين على الاستخدام. وقد شهد هذا العدد نموًا ملحوظًا منذ عام 2013، حيث كان يتراوح بين 0.3 مليون و1.3 مليون مستخدم فريد في ذلك الحين.

## الشراء والبيع

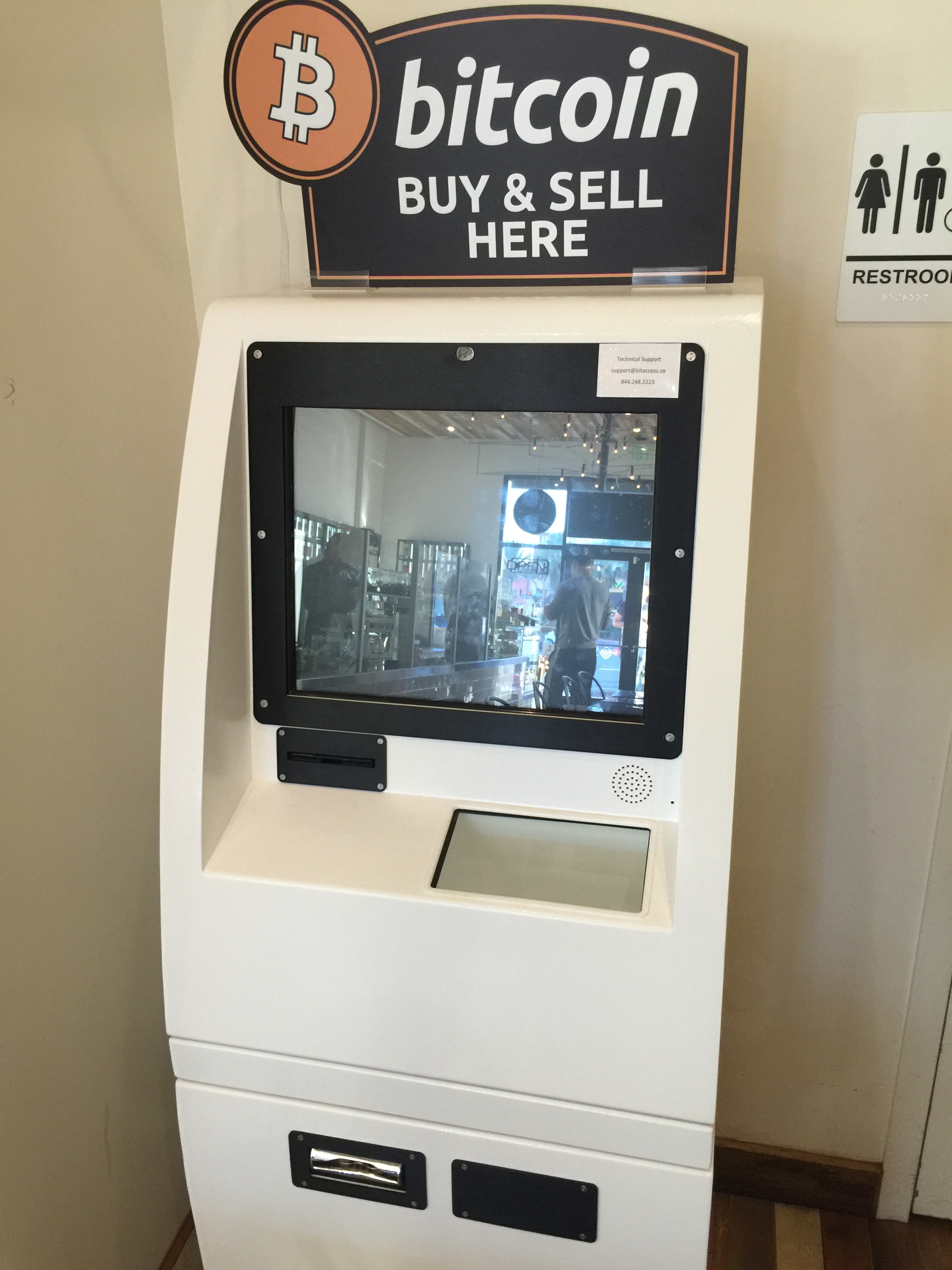
ماكينة صرف آلي للبيتكوين في كاليفورنيا

يمكن شراء وبيع عملة البيتكوين عبر شبكة الإنترنت وخارجها. يقدم المتداولون في البورصات الإلكترونية عروضًا لشراء وبيع البيتكوين. إن استخدام البورصة الإلكترونية للحصول على البيتكوين ينطوي على بعض المخاطر، فوفقًا لدراسة نُشرت في أبريل من عام 2013، تفشل ما نسبته 45% من البورصات وتختفي بكمية البيتكوين التي يملكها العملاء. وقد اتخذت البورصات منذ ذلك الحين تدابير لتقديم دليل على الاحتياطات النقدية لديها في محاولة منها لزيادة الشفافية أمام المستخدمين. ويمكن شراء البيتكوين خارج شبكة الإنترنت مباشرة من فرد  أو من جهاز صراف آلي متخصص بعملة البيتكوين. غير أن أجهزة صراف آلي البيتكوين تختلف عن أجهزة الصراف الآلي التقليدية. فأكشاك البيتكوين هي أجهزة متصلة بالإنترنت تسمح بإدخال النقود للحصول على مقابلها بعملة البيتكوين. ولا ترتبط أكشاك البيتكوين بأي من البنوك وقد تفرض رسومًا على المعاملات تصل إلى 7% وأسعار صرف تزيد عن أسعار الصرف في أماكن أخرى بمقدار 50 دولار أمريكي.
وبحسب تقديرات عام 2016، كان هناك أكثر من 800 جهاز صراف آلي للبيتكوين يعمل حول العالم، وكانت الغالبية العظمى منها (أكثر من 500 جهاز) موجودة في الولايات المتحدة. [بحاجة لمصدر]

## تقلب الأسعار
وفقًا "لمارك تي ويليامز" فإن تقلبات البيتكوين تزيد بمقدار سبعة أضعاف عن تقلبات الذهب، وثمانية أضعاف عن تقلبات مؤشر إس وبي 500، و18 ضعفًا عن تقلبات الدولار الأمريكي. وفي محاولة لتفسير هذه التقلبات العالية، أوضح فريق من الباحثين اليابانيين أن السبب يعود إلى غياب آلية تثبيت. بينما ترى مؤسسة البيتكوين أن التقلبات العالية ناتجة عن نقص السيولة.
اعتبارًا من عام 2014 أشار مستثمرو رأس المال المغامر المؤيدون للبيتكوين إلى أن الحجم المتزايد بشكل كبير للتداول الذي ستولده بورصات التداول عالية التردد المخطط لها، يُعدّ ضروريًا لتقليل تقلبات الأسعار.
شهد سعر عملة البيتكوين تقلبات حادة بين الارتفاع والانخفاض، الأمر الذي دفع البعض إلى وصف هذه التقلبات بأنها فقاعات اقتصادية. ففي عام 2011، ارتفعت قيمة البيتكوين الواحدة بشكل كبير من حوالي 0.30 دولار أمريكي إلى 32 دولارًا أمريكيًا في وقت قصير، قبل أن تتراجع مجددًا إلى دولارين أمريكيين. وفي النصف الثاني من عام 2012، تزامنًا مع الأزمة المالية القبرصية بدأ سعر البيتكوين في الصعود،  ليبلغ ذروته عند 266 دولار أمريكي في العاشر من أبريل عام 2013، قبل أن ينخفض بشكل حاد إلى حوالي 50 دولار. [بحاجة لمصدر] وفي 29 نوفمبر من العام نفسه، وصل سعر البيتكوين إلى أعلى مستوى له على الإطلاق، مسجلًا 1,242 دولارًا أمريكيًا. وتشير بعض الدلائل إلى أن جزءًا من هذا الارتفاع الحاد كان ناتجًا عن عمليات تلاعب بالأسعار. وخلال عام 2014 شهد السعر انخفاضًا حادًا واستمر في التراجع حتى أبريل، حيث استقر عند مستوى يزيد قليلًا عن نصف أسعاره في عام 2013. [بحاجة لمصدر]
أشارت صحيفة نيويورك تايمز في يناير 2015 مستشهدة بانخفاض سعر البيتكوين إلى أدنى مستوى له منذ ربيع عام 2013 - حوالي 224 دولارًا أمريكيًا - إلى أنه "[في غياب أي مؤشرات على انتعاش وشيك، تستعد الصناعة لتداعيات الانخفاض المطول في الأسعار. وعلى وجه الخصوص، تُطلق شركات تعدين البيتكوين، وهي ضرورية للتكنولوجيا الأساسية للعملة، إنذارات تحذيرية]". وأفاد موقع بيزنس إنسايدر بأن تجار المخدرات في الشبكة المظلمة كانوا "يشعرون بالهلع" لخسارتهم للأرباح بسبب عجزهم عن تحويل إيرادات البيتكوين إلى نقد سريعًا بما فيه الكفاية مع انخفاض السعر - وأن هناك خطرًا من أن يجبر التجار الذين يبيعون احتياطياتهم للبقاء في العمل سعر البيتكوين على الانخفاض بشكل أكبر.
تشير النظرية الاقتصادية إلى أن تقلب سعر عملة البيتكوين سينخفض عندما يزداد استخدام الشركات والأفراد لها. ويعود السبب في ذلك إلى أن استخدام المدفوعات يقلل من حساسية سعر الصرف تجاه معتقدات المضاربين بشأن القيمة المستقبلية لهذه العملة الافتراضية. ووفقًا لصحيفة وول ستريت جورنال، اعتبارًا من أبريل عام 2016، بدأ سعر البيتكوين يبدو أكثر استقرارًا قليلًا من سعر الذهب. وفي الثالث من مارس عام 2017، تجاوز سعر عملة بيتكوين الواحدة قيمة أوقية الذهب لأول مرة، وارتفع سعره إلى أعلى مستوى له على الإطلاق. أظهرت دراسة نُشرت في مجلة "أبحاث وتطبيقات التجارة الإلكترونية"، استندت في نتائجها إلى بيانات تاريخية لشبكة البيتكوين، أن قيمة هذه الشبكة، كما تم تقديرها بسعر عملة البيتكوين، تتناسب تقريبًا مع مربع عدد المستخدمين الفريدين الذين يتفاعلون معها يوميًا. ويمثل هذا الاكتشاف نوعًا من القوانين المتكافئة، ويشير إلى أن الشبكة كانت تُبدي تأثيرات شبكية تتناسب طرديًا مع مستوى اعتماد المستخدمين عليها.

### كفقاعة مضاربة
وصف ثمانية من الحائزين على جائزة نوبل التذكارية في العلوم الاقتصادية البيتكوين بأنها فقاعة مضاربة وهم: بول كروغمان، وروبرت شيلر, وجوزيف ستيجلز، وريتشارد ثالر، وجيمس هيكمان، وتوماس ج سارجنت، وأنغوس ديتون، وأوليفر هارت؛ وكذلك مسؤولو البنوك المركزية بمن فيهم آلان جرينسبان، وبن برنانكي، وجانيت يلين، وأغوستين كارستنز، وفيتور كونستانسيو، ونوت ويلينك.
وصف المستثمران وارن بافت وجورج سوروس البيتكوين بأنه "وهم" و"فقاعة"؛ بينما وصفه المدير التنفيذي للأعمال جاك ما بأنه "فقاعة".

### آراء الاقتصاديين
في عام 2014 صرح روبرت شيلر الحائز على جائزة نوبل، بأنّ البيتكوين قد "أظهر العديد من خصائص الفقاعة المضاربية"؛ وفي عام 2017، كتب شيلر مؤكدًا أنّ البيتكوين يمثّل خير مثال حالي على الفقاعة المضاربية. وقد وصف الاقتصادي جون كويجين البيتكوين في عام 2013 بأنها "الأصل المالي الأكثر وضوحًا وعديم القيمة على الإطلاق". وادعى الباحثون نيل غاندال، وجي تي هامريك، وتايلر مور، وتالي أوبرمان أنّ شخصًا واحدًا ربما تلاعب بالأسعار في أواخر عام 2013، مما أدى إلى ارتفاعها من 150 دولارًا أمريكيًا إلى أكثر من ألف دولار أمريكي.
قال الحائز على جائزة نوبل جوزيف ستيجلز عام 2017: "إنها فقاعة ستمنح الكثير من الناس أوقاتًا مثيرة للغاية أثناء صعودها وهبوطها".[58] وشدد على استخدامه من قِبل المجرمين، وانعدام الغرض الاجتماعي النافع منه، داعيًا إلى حظرها. أما الحائز على جائزة نوبل بول كروغمان فوصف البيتكوين عام 2018 بأنه "فقاعة مغلفة بالتصوف التكنولوجي داخل شرنقة من الأيديولوجية الليبرتارية". وانتقدها باعتبارها وسيلة دفع بطيئة ومكلفة للغاية، وأنها تُستخدم غالبًا لشراء سلع السوق السوداء.
أكد ريتشارد ثالر الحائز على جائزة نوبل في الاقتصاد، وجود قدر كبير من اللاعقلانية في سوق العملة المشفرة، لا سيما في سوق البيتكوين، والتي أدت إلى نشوء فقاعات سعرية. وقد أوضح ثالر هذه اللاعقلانية بمثال الشركات التي أضافت مصطلح "البلوكتشين" إلى أسمائها، الأمر الذي أدى إلى ارتفاع كبير في أسعار أسهمها. ويرى ثالر أن هذه التقلبات الشديدة في أسعار البيتكوين هي نتيجة مباشرة لهذه اللا عقلانية.
وصَفَ أربعةٌ من حاملي جائزة نوبل، وهم جيمس هيكمان، وتوماس جي سارجنت، وأنغوس ديتون، وأوليفر هارت، عملةَ البيتكوين بأنها فقاعةٌ في مؤتمرٍ صحفيٍّ مشتركٍ عُقدَ في عام 2018م. وقد ذَكَرَ هارتُ محاضرةً لكريستوفر سيمز زعم فيها أنَّه قال إنَّ سعرَ البيتكوين "يجب أن يكون صفراً". وقارَنَ هيكمانُ البيتكوينَ بفقاعة التوليب. وأشارَ ديتونُ إلى استخدامِ المجرمينَ للبيتكوين.
وصف الأستاذ نورييل روبيني من جامعة نيويورك عملة البيتكوين بأنها "أم كل الفقاعات"،  وذكر أن التكنولوجيا الأساسية التي تقوم عليها، وهي تقنية سلسلة الكتل، تواجه "عقبات جسام تعوق تقدمها"، من بينها غياب "بروتوكولات مشتركة عالمية" شبيهة بتلك التي مهدت الطريق لانتشار شبكة الإنترنت في بداياتها. ووفقًا لروبيني، فإن عملة البيتكوين قد فشلت في أداء وظائفها كوسيلة للتبادل أو كوسيلة للحفظ للقيمة، واصفًا الادعاء باستحالة انخفاض قيمتها بأنه "ادعاء احتيالي". وكتب قائلًا: "لقد استغل المحتالون والمراوغون والمشعوذون وتجار الأوهام (جميعهم من ذوي المصالح المتضاربة) مخاوف المستثمرين الأفراد السذج من ضياع الفرصة، واستطاعوا بذلك أن يوقعوهم في شباكهم".
في عام 2019 خلصت ورقة بحثية صادرة عن بنك التنمية الآسيوي إلى وجود "دليل قوي على أن البيتكوين ليس فقاعة".

### آراء مسؤولي البنوك المركزية
ركزت الادعاءات الأولية حول اعتبار عملة البيتكوين فقاعة على غياب أي قيمة جوهرية متأصلة فيها. وقد تضمنت هذه الادعاءات تصريحًا صريحًا من آلان جرينسبان رئيس مجلس الاحتياطي الفيدرالي السابق، في عام 2013. حيث ذكر: "يجب عليك أن تبذل جهدًا كبيرًا لتخيل ما هي القيمة الجوهرية للبيتكوين. لم أتمكن من فعل ذلك".
وفي عام 2017 شبه جرينسبان البيتكوين بالدولار القاري الذي انهار في النهاية، قائلًا: "يشتري البشر جميع أنواع الأشياء التي لا قيمة لها. ويقامرون في الكازينوهات رغم أن الاحتمالات ضدهم. وهذا لم يثنِ أحدًا أبدًا".
كما أعرب كل من بن برنانكي رئيس مجلس الاحتياطي الفيدرالي السابق، في عام 2015، وجانيت يلين الرئيسة المنتهية ولايتها لمجلس الاحتياطي الفيدرالي في عام 2017 عن مخاوفهما بشأن تقلبات سعر البيتكوين وعدم استخدامه كوسيلة للمعاملات.
وصف أغوستين كارستنز رئيس بنك التسويات الدولية، عملة البيتكوين بأنها "مزيج من فقاعة ومخطط بونزي وكارثة بيئية"، محذرًا من أن العملات المشفرة تقوض ثقة الجمهور في النظام المالي.
صرح ديفيد أندولفاتو، نائب رئيس بنك الاحتياطي الفيدرالي في سانت لويس، قائلًا: "هل البيتكوين فقاعة؟ نعم، إذا عُرفت الفقاعة على أنها علاوة سيولة." وأضاف أندولفاتو أن سعر البيتكوين "يتكون بالكامل من فقاعة".:21
كما أجرى فيتور كونستانسيو، نائب رئيس البنك المركزي الأوروبي،  ونوت ويلينك، الرئيس السابق للبنك المركزي الهولندي،  مقارنات بين البيتكوين وهوس التوليب الذي حدث في هولندا في القرن السابع عشر. وفي عام 2013، علّق ويلينك قائلًا: "هذا أسوأ من هوس التوليب... على الأقل حصلت على زهرة توليب [في النهاية]، أما الآن فلن تحصل على شيء".

### آراء المستثمرين والمديرين التنفيذيين
حذر المستثمر الأمريكي وارن بافت المستثمرين من مغبة الاستثمار في عملة البيتكوين في عام 2014، مصرحًا: "اجتنبوها. إنها سراب محض". وكرر تحذيره في عام 2018، واصفًا البيتكوين بأنها "قد تكون سمًا للفئران مضاعفًا". ويرى بافت أن البيتكوين أصلٌ عاجزٌ عن الإنتاج. "عندما تستثمر في أصولٍ غير منتجة، فإنك تعتمد بالكامل على أن يدفع لك شخص آخر ثمنًا أعلى، وذلك بدافع حماسة زائدة لأن شخصًا آخر سيقوم بالشيء نفسه في المستقبل".
يُعد تشارلي منغر المقرب من وارن بافيت، أكثر صراحة في ازدرائه للعملات المشفرة. فهو يرى أن تداول هذه العملات هو ضرب من الجنون المحض، وأن البيتكوين بلا قيمة حقيقية، ولا تعدو كونها مجرد فضلات. أما جون إس بوغل مؤسس فانغارد للاستثمار، فيتخذ موقفًا أكثر صرامة، إذ يحذر من تجنب البيتكوين كما يتجنب المرء الطاعون، مشددًا على عدم وجود أي أساس منطقي لهذه العملة سوى الأمل في تحقيق ربح من بيعها إلى شخص آخر بسعر أعلى.
وفي السياق ذاته، عبر جورج سوروس عن رأيه في العملات المشفرة خلال منتدى دافوس الاقتصادي عام 2018، حيث أكد أنها ليست وسيلة للاحتفاظ بالقيمة، بل هي فقاعة اقتصادية. ومع ذلك، أشار إلى أن هذه الفقاعة قد لا تنفجر بسبب النفوذ المتزايد للأنظمة الاستبدادية التي تسعى إلى حماية ثرواتها في الخارج.
يرى جيمس تشانوس الملقَّب بـ"عميد البائعين على المكشوف" أن عملة البيتكوين والعملات المشفرة الأخرى ليست سوى حمى عابرة لا قيمة حقيقية لها سوى في عمليات التهرب الضريبي أو إخفاء الدخل عن أعين الحكومات. ويشبه تشانوس عملة البيتكوين بـ"لعبة مقامرة على الأوراق المالية تتستر بعباءة الابتكار التكنولوجي في مجال السياسات النقدية".
حذر اثنان من كبار مطوري برمجيات البيتكوين غافن أندريسن،  ومايك هيرن،  من احتمال حدوث فقاعات.
في 13 سبتمبر 2017 وصف جيمي ديمون عملة البيتكوين بأنها "عملية احتيال صريح"،  وشبهها بالمخططات الهرمية، وأعلن أن بنك جي بي مورجان تشيس سيقوم بفصل أي موظف يتداول بها، وذلك بالتزامن مع إصدار البنك لتقرير ينتقص من قيمة العملات المشفرة.
غير أن ديمون قد عاد في مقابلة أجريت في يناير 2018 ليعبر عن ندمه على تصريحاته السابقة حول البيتكوين، مشيرًا إلى أن تقنية "البلوك تشين" حقيقة واقعة، وأن من الممكن وجود عملات مشفرة مرتبطة بعملات تقليدية مثل الدولار والين، كما أشار إلى ضرورة دراسة كل مشروع من مشاريع الاكتتاب العام الأولي بشكل فردي. ومع ذلك، ففي عام 2023 حظر "بنك جي بي مورجان تشيس" المدفوعات بالعملات المشفرة في المملكة المتحدة، معلنًا أنه لن يسمح لعملائه بشراء هذه العملات باستخدام بطاقات الخصم الصادرة عن البنك أو عن طريق التحويلات المصرفية.
ذكر جاك ما رئيس مجلس إدارة شركة علي بابا، في عام 2018، أنه "ليس ثمة فقاعة في تقنية سلسلة الكتل، ولكن هناك فقاعة في عملة البيتكوين"،  وأضاف قائلًا: "إن التكنولوجيا [سلسلة الكتل] بحد ذاتها ليست الفقاعة، وإنما من المحتمل أن تكون عملة البيتكوين هي الفقاعة".

### مخاوف الاحتيال
أعرب بعض الصحفيين،  والاقتصاديين،  والبنك المركزي لإستونيا،  عن مخاوفهم من أن تكون عملة البيتكوين بمثابة مخطط بونزي. وفي عام 2013، ذكر إريك بوسنر، أستاذ القانون بجامعة شيكاغو، أن "المخطط البونزي الحقيقي ينطوي على احتيال؛ وعلى النقيض من ذلك، تبدو عملة البيتكوين أشبه بوهم جماعي."  وفي عام 2014، قام كل من البنك الدولي، :7 والمجلس الفيدرالي السويسري، :21 بفحص هذه المخاوف وخلصا إلى أن البيتكوين ليست مخطط بونزي. وفي عام 2017، أشار الملياردير هوارد ماركس إلى البيتكوين باعتبارها مخططًا هرميًا.
وفي 12 سبتمبر 2017 وصف جيمي ديمون، الرئيس التنفيذي لشركة جي بي مورجان تشيس، البيتكوين بأنها "عملية احتيال" وهدد بفصل أي موظف يتداول بها. وقد زعم موقع "زيرو هيدج" أنه في نفس اليوم الذي أدلى فيه ديمون بهذا التصريح، قامت شركة جي بي مورجان بشراء كمية كبيرة من عملات البيتكوين لعملائها.

### توقعات القيمة
سعى الصحفيون المختصون بالشؤون المالية والمحللون الاقتصاديون والمستثمرون إلى التنبؤ بالقيمة المستقبلية المتوقعة لعملة البيتكوين. وفي أبريل من عام 2013م، صرح الاقتصادي جون كويجين قائلًا: "إن عملة البيتكوين ستصل إلى قيمتها الحقيقية وهي الصفر عاجلًا أم آجلاً، ولكن من المستحيل تحديد موعد ذلك". وقد قدم الاقتصادي كيفن دود تنبؤًا مماثلًا في نوفمبر من عام 2014م.
وتوقع أستاذ المالية مارك تي. ويليامز في ديسمبر من عام 2013م أن يتم تداول البيتكوين بأقل من عشرة دولارات بحلول منتصف عام 2014م. وخلال الفترة المذكورة، تراوح سعر تداول البيتكوين عند أدنى مستوى له عند 344 دولارًا أمريكيًا (في أبريل 2014م)، وفي شهر يوليو من العام نفسه كان أدنى مستوى للبيتكوين هو 609 دولارات أمريكية. وقد صرح ويليامز في ديسمبر من عام 2014م قائلًا: "إن احتمال نجاح هذه العملة منخفض، ولكن إذا تحقق ذلك، فسيكون العائد كبيرًا جدًا".
تنبأ ديفيد ييرماك، أستاذ المالية بكلية ستيرن للأعمال بجامعة نيويورك، في نوفمبر من عام 2014 بأن عملة البيتكوين قد تصبح عديمة القيمة تقريبًا بحلول نوفمبر من العام التالي، أي 2015.
كما توقع ديفيد وو، الخبير في استراتيجيات العملات الأجنبية وأسعار الفائدة لدى بنك أمريكا، في مايو من عام 2013، أن القيمة العادلة القصوى لعملة البيتكوين قد تصل إلى 1300 دولار. ومن جانبه، ذكر كاميرون وينكلفوس، وهو مستثمر في عملة البيتكوين، في ديسمبر من عام 2013 أن "السيناريو الصعودي المتواضع لعملة البيتكوين هو... 40 ألف دولار للعملة الواحدة".

#### نهاية البيتكوين
أُعلِن عن "وفاة" عملة البيتكوين مرارًا وتكرارًا، لدرجة أن أحد الصحفيين سجل ما يقرب من تسعة وعشرين "نعيًا" لها حتى مطلع عام 2015.
تعددت الأصوات التي أعلنت زوال هذه العملة الرقمية، فمنها مجلة فوربس التي نعتتها في يونيو 2011،  تلتها مجلة "جيزمودو أستراليا" في أغسطس من العام نفسه. وفي ديسمبر 2012 أعلنت مجلة "وايرد" انتهاء صلاحيتها. ولم يتوقف الأمر عند هذا الحد، بل أعلنت مجلة "أويشير" في مايو 2013 "نهاية اللعبة" للبيتكوين. كما ذكرت مجلة "نيويورك" في يونيو من العام نفسه أن البيتكوين "في طريقها إلى القبر". وفي يناير 2014 نشرت وكالة رويترز "نعيًا" للبيتكوين. وتوالى الإعلان عن وفاتها من قبل مجلة "ستريت إنسايدر" في فبراير من العام نفسه، ثم مجلة "ذا ويكلي ستاندرد" في مارس، تلتها مجلة "صالون"، و"فيس نيوز" في الشهر ذاته، وصحيفة "فايننشال تايمز" في سبتمبر من العام نفسه. وفي يناير 2015، ذكرت صحيفة "يو إس إيه توداي" أن البيتكوين "متجهة إلى كومة الرماد"، وأعلنت صحيفة التلغراف "نهاية تجربة البيتكوين". وفي يناير 2016، أطلق مايك هيرن، وهو مطور سابق للبيتكوين، وصف "مشروع فاشل" على هذه العملة.
ولكن هذه الأنباء العزائية لم تثنِ المؤمنين بجدوى البيتكوين، فقد علق بيتر جرين هيل، مدير تطوير الأعمال الإلكترونية في جزيرة مان، على هذه الأنباء مقتبسًا قول مارك توين: "لقد تم المبالغة بشكل كبير في تقارير وفاة البيتكوين".

#### استقبال
أبدى بعض الاقتصاديين آراء إيجابية حول عملة البيتكوين، في حين أعرب آخرون عن شكوكهم. وقد وصف فرانسوا آر. فيلد، كبير الاقتصاديين في بنك الاحتياطي الفيدرالي، البيتكوين بأنها "حل أنيق لمشكلة إنشاء عملة رقمية". بينما وجد بول كروغمان وبرادفورد ديلونغ عيوبا في البيتكوين، متسائلين عن سبب اعتبارها مخزنًا مستقرًا للقيمة إلى حد ما، أو ما إذا كان هناك حد أدنى لقيمتها. وانتقد الاقتصادي جون كوينن البيتكوين ووصفها بأنها "الدحض النهائي لفرضية كفاءة السوق".
صرح ديفيد أندولفاتو، نائب رئيس بنك الاحتياطي الفيدرالي في سانت لويس، بأنّ البيتكوين يشكل تهديدًا للنظام القائم، وهو أمر يراه إيجابيًا بالنسبة للبنك الفيدرالي والبنوك المركزية الأخرى، إذ يدفعها ذلك إلى اتباع سياسات نقدية سليمة.:33
وقد انتقد ريتشارد ستولمن الناشط في حركة البرمجيات الحرة، افتقار البيتكوين إلى الخصوصية، ودعا إلى إصلاح عملية تطويره. أما ديفيد ماركوس، رئيس شركة باي بال، فقد وصف البيتكوين بأنه "مكان ممتاز لوضع الأصول"، لكنه زعم أنه لن يصبح عملة حتى يتراجع تقلب أسعاره. وفي سياق الحديث عن تكلفة التحويلات المالية التقليدية، صرح بيل غيتس في مقابلة مع بلومبرغ قائلاً: "إنّ البيتكوين مثير للاهتمام لأنه يبين مدى انخفاض التكاليف التي يمكن أن تصل إليها التحويلات المالية."
في نوفمبر 2013 شهد ثلاثة مسؤولين من الحكومة الأمريكية أمام جلسات استماع بمجلس الشيوخ مفادها أن "للبتكوين استخدامات مشروعة". ووفقًا لصحيفة واشنطن بوست، فقد "ردد معظم الشهود الآخرين هذا الرأي".

### قبول التجار

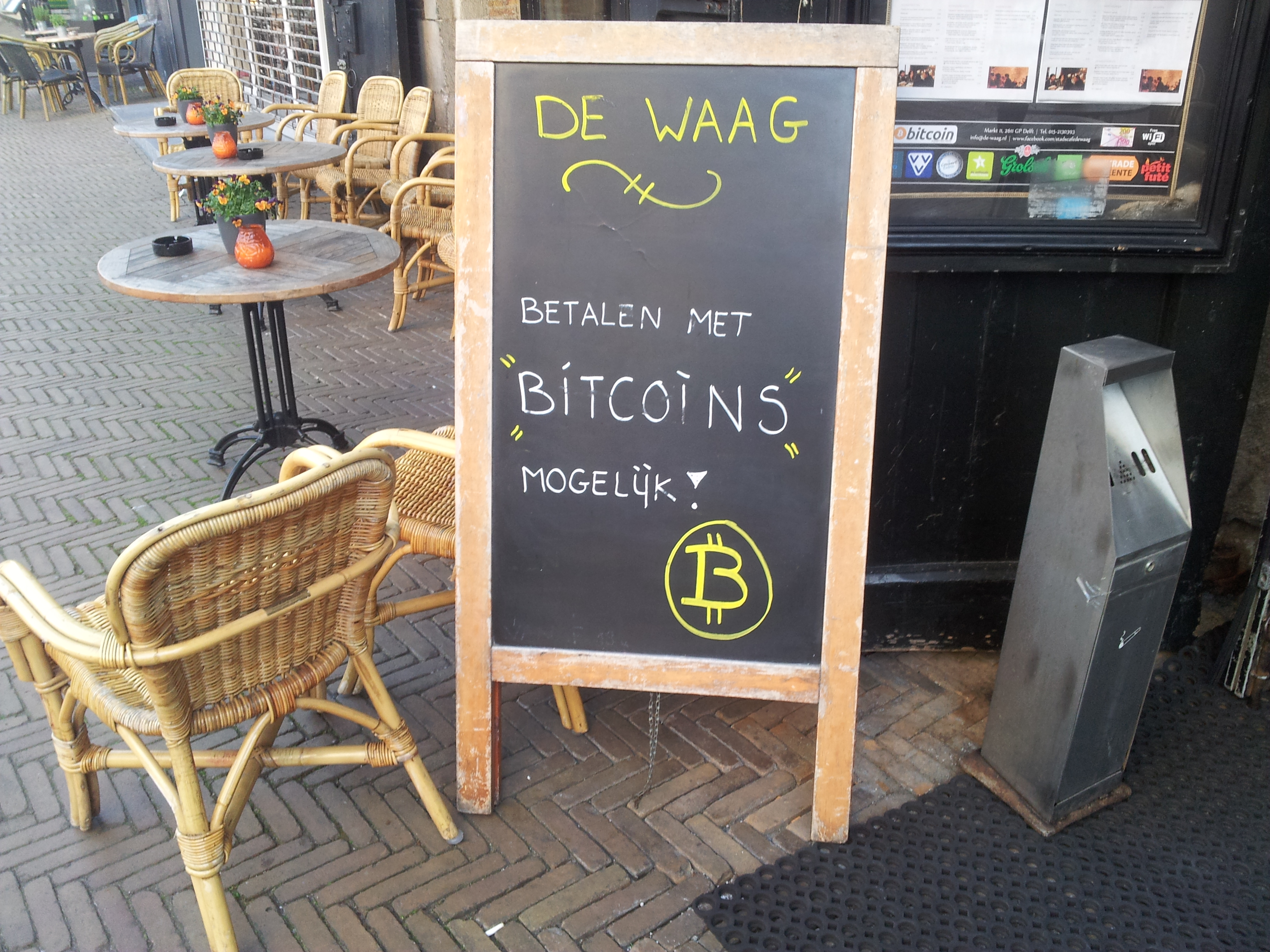
بدأ هذا المقهى الواقع في مدينة دلفت الهولندية قبول عملة البيتكوين في عام 2013

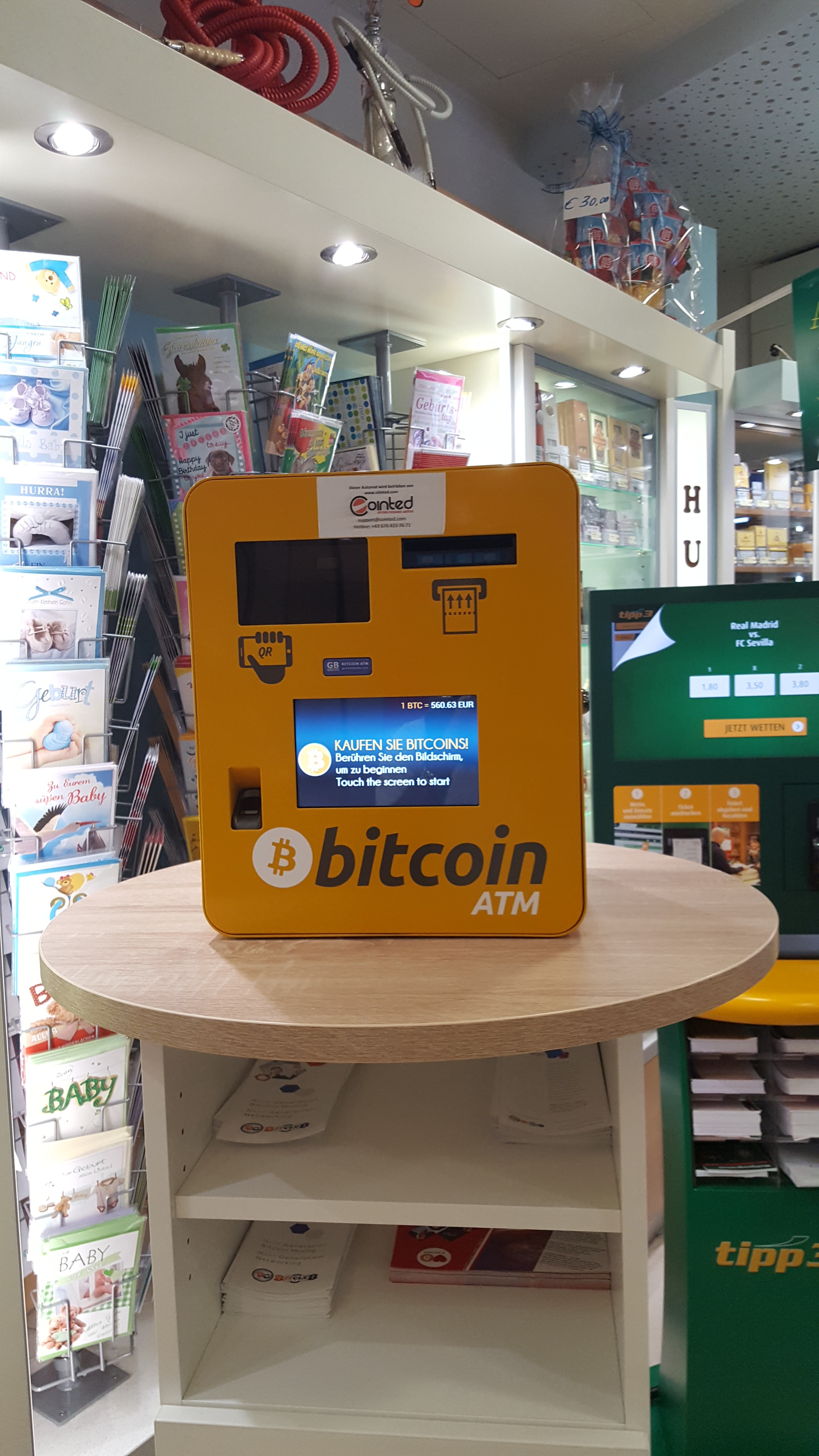
جهاز صراف آلي للبيتكوين في فيينا – محطة قطارات فيينا الغربية

تجري معظم معاملات البيتكوين بشكل لامركزي (Peer-to-Peer) أو عبر منصات تبادل العملات المشفرة، بدلًا من استخدامها في المعاملات التجارية التقليدية مع المتاجر. تؤدي التأخيرات في معالجة المدفوعات عبر سلسلة الكتل التي تستغرق حوالي عشر دقائق إلى صعوبة بالغة في استخدام البيتكوين في البيئة التجارية التقليدية، ما لم تكن المعاملة تتم على الطبقة الثانية (Layer 2). لا يتم عادةً تسعير السلع والخدمات بوحدات البيتكوين، وتتضمن العديد من الصفقات تحويلًا واحدًا، أو أحيانًا تحويلين، إلى العملات التقليدية. قد يلجأ التجار الذين يقبلون مدفوعات البيتكوين إلى استخدام مزودي خدمات الدفع لإجراء عمليات التحويل.
في عامي 2017 و2018، اقتصر قبول البيتكوين بين كبرى متاجر البيع بالتجزئة عبر الإنترنت على ثلاثة فقط من بين أكبر 500 متجر أمريكي عبر الإنترنت، بانخفاض من خمسة متاجر في عام 2016. ويعزى السبب في هذا الانخفاض إلى ارتفاع رسوم المعاملات بسبب مشكلات قابلية البيتكوين للتوسع، وبطء أوقات المعاملات.
ذكرت وكالة بلومبرج أن أكبر 17 خدمة لمعالجة المدفوعات التجارية بالعملات المشفرة قد تعاملت مع 69 مليون دولار أمريكي في يونيو 2018، بانخفاض من 411 مليون دولار أمريكي في سبتمبر 2017. ووفقًا لنيكولاس ويفر، الباحث الذي نقلت عنه "بلومبرج"، فإن البيتكوين "غير قابل للاستخدام فعليًا" في المعاملات التجارية التقليدية بسبب ارتفاع التكاليف وعدم القدرة على معالجة عمليات استرداد الأموال. ووفقًا للاقتصادية كيم غراور، فإن تقلبات الأسعار العالية ورسوم المعاملات تجعل دفع ثمن مشتريات البيع بالتجزئة الصغيرة باستخدام البيتكوين غير عملي.
سُجلت أول عملية بيع لمنزل مقابل البيتكوين في سبتمبر 2017، عندما توسطت شركة "كوبر سوذبيز إنترناشونال ريلتي" العقارية في تكساس في الصفقة باستخدام "بيت باي" لمعالجة الدفع. وبعد شهرين سُجلت أول عملية بيع لشقة في العالم وأول عقار في أوروبا بالبيتكوين في نوفمبر 2017 في جمهورية التشيك. قامت وكالة العقارات التشيكية "هوم هنترز" بوساطة في صفقة شراء شقة من ثلاث غرف لشاري روسي دون استخدام أي مزود لخدمات الدفع على الإطلاق.
أعلن بعض المرشحين السياسيين الأمريكيين، بما في ذلك المرشح الديمقراطي لكونغرس مدينة نيويورك جيف كورزون، عن نيتهم قبول التبرعات الحزبية بالبيتكوين.

### مقدمو خدمات الدفع
يستخدم التجار الذين يقبلون عملة البيتكوين، مثل شركة ديش نيتورك، خدمات مزودي خدمات دفع البيتكوين مثل بيتباي أو كوين بيس. فعندما يدفع العميل بعملة البيتكوين، يقبل مزود خدمة الدفع عملة البيتكوين نيابة عن التاجر، ويحولها مباشرة، ويرسل المبلغ الذي تم الحصول عليه إلى الحساب المصرفي للتاجر، ويتقاضى رسومًا تقل عن 1 بالمائة مقابل الخدمة.

### الاستخدام في معاملات التجزئة
بسبب طبيعة تصميم عملة البيتكوين، فإن جميع الأرقام المتعلقة بعمليات البيع بالتجزئة تعتبر تقديرية لا أكثر. ووفقًا لتيم سوانسون، رئيس تطوير الأعمال بشركة تكنولوجيا العملات المشفرة ومقرها هونج كونج، قدّر في عام 2014 أن قيمة المشتريات اليومية التي تتم باستخدام البيتكوين في تجارة التجزئة تصل إلى حوالي 2.3 مليون دولار أمريكي. وتشير مجلة إم آي تي تكنولوجي ريفيو إلى أنه بحلول شهر فبراير من عام 2015، كان يتم استخدام أقل من 5000 بيتكوين يوميًا (بما يعادل قيمة تقارب 1.2 مليون دولار أمريكي في ذلك الوقت) في المعاملات المتعلقة بالتجزئة، واستنتجت المجلة أنه في عام 2014 "لم يكن هناك سوى زيادة طفيفة للغاية، إن وجدت، في عمليات الشراء بالتجزئة باستخدام البيتكوين." 

### المؤسسات المالية
واجهت شركات البيتكوين صعوبة في فتح حسابات مصرفية تقليدية بسبب تخوف المقرضين من صلات البيتكوين بالأنشطة غير المشروعة. ووفقًا لما ذكره أنطونيو جاليبي، وهو مؤسس مشارك لشركة بيتباي، "تخشى البنوك التعامل مع شركات البيتكوين، حتى لو كانت ترغب في ذلك حقًا". وفي عام 2014، أغلق بنك أستراليا الوطني حسابات الشركات التي لها صلات بالبيتكوين،  ورفض بنك إتش إس بي سي خدمة صندوق تحوط له صلات بالبيتكوين. وأُفيد بأن البنوك الأسترالية بشكل عام أغلقت الحسابات المصرفية لمشغلي الشركات التي تتعامل بالعملة؛  وأصبح هذا الأمر موضوع تحقيق من قبل لجنة المنافسة والمستهلك الأسترالية. ومع ذلك، اعتمدت البنوك الأسترالية تقنية البلوك تشين التي تعتمد عليها عملة البيتكوين.
وفي سبتمبر 2019 أجرى البنك المركزي الفنزويلي، بناءً على طلب من شركة شركة النفط الوطنية الفنزويلية، اختبارات لتحديد ما إذا كان من الممكن الاحتفاظ بالبيتكوين والإيثريوم في احتياطيات البنك المركزي. وكان الدافع وراء هذا الطلب هو هدف شركة النفط المتمثل في دفع مستحقات مورديها.

### كاستثمار
اشترى بعض الأرجنتينيين البيتكوين لحماية مدخراتهم من التضخم المرتفع أو احتمال مصادرة الحكومات لحسابات التوفير. وخلال الأزمة المالية القبرصية ارتفعت مشتريات البيتكوين في قبرص بسبب المخاوف من مصادرة أو فرض ضرائب على حسابات التوفير.
تُعد صناديق البيتكوين من طرق الاستثمار الأخرى. أُنشئ أول صندوق بيتكوين مُنظم في جيرسي في يوليو 2014 ووافقت عليه لجنة الخدمات المالية في جيرسي. كذلك، حاول كاميرون وتايلر وينكلفوس (اللذان زعما في أبريل 2013 أنهما يمتلكان ما يقرب من 1% من جميع عملات البيتكوين الموجودة ) إنشاء صندوق مؤشرات متداولة للبيتكوين حوالي عام 2012. اعتبارًا من 10 مارس 2017، رفضت هيئة الأوراق المالية والبورصات صندوق المؤشرات المتداولة للبيتكوين بسبب المخاوف التنظيمية. انخفض السعر بنسبة 15% في غضون دقائق قليلة، ولكن سرعان ما تعافى معظمه. في أوائل عام 2015، أعلنوا عن خطط لإطلاق بورصة بيتكوين مقرها نيويورك تسمى جيميني،  والتي تلقت الموافقة على إطلاقها في 5 أكتوبر 2015. في 4 مايو 2015، بدأت شركة "بيتكوين انفست تراست" التداول في سوق OTCQX تحت الرمز GBTC.
حذرت الهيئة المصرفية الأوروبية وهيئة تنظيم الصناعة المالية الأمريكية، وهي منظمة تنظيم ذاتي في الولايات المتحدة،  في عامي 2013 و2014 من أن الاستثمار في البيتكوين يحمل مخاطر كبيرة. أطلقت فوربس على البيتكوين لقب أفضل استثمار لعام 2013. في عام 2014، أدرجت بلومبرج البيتكوين كواحد من أسوأ استثماراتها لهذا العام. في عام 2015، تصدرت البيتكوين جداول عملات بلومبرج.
لتحسين الوصول إلى معلومات الأسعار وزيادة الشفافية، أعلنت بلومبرج إل بي في 30 أبريل 2014 عن خطط لإدراج أسعار من شركتي البيتكوين كراكين وكوين بيز على 320 ألف جهاز طرفي لبياناتها المالية القائمة على الاشتراك. في مايو 2015، أعلنت شركة إنتركونتيننتال إكستشينج، الشركة الأم لبورصة نيويورك، عن مؤشر للبيتكوين يعتمد في البداية على بيانات من معاملات كوين بيز.
وفقًا لبلومبرج، كان هناك حوالي 250 محفظة بيتكوين في عام 2013 تحتوي على أكثر من مليون دولار من البيتكوين. عدد أصحاب الملايين من البيتكوين غير مؤكد حيث يمكن للأشخاص امتلاك أكثر من محفظة واحدة.

### رأس المال المخاطر
لا يشتري أصحاب رؤوس الأموال الاستثمارية، مثل صندوق المؤسسين التابع لبيتر ثيل الذي استثمر 3 ملايين دولار أمريكي في بيتباي، عملات البيتكوين بأنفسهم، بل يمولون البنية التحتية للبيتكوين مثل الشركات التي تقدم أنظمة الدفع للتجار والبورصات وخدمات المحفظة وما إلى ذلك. في عام 2012، أسس آدم دريبر حاضنة للشركات الناشئة التي تركز على البيتكوين، بمساعدة مالية من والده، تيم دريبر، صاحب رأس المال الاستثماري وأحد أكبر حائزي البيتكوين بعد فوزه بمزاد علني لشراء 30 ألف بيتكوين،  والذي أطلق عليه في ذلك الوقت اسم "المشتري الغامض". هدف الشركة هو تمويل 100 شركة بيتكوين خلال 2-3 سنوات بمبلغ 10 آلاف إلى 20 ألف دولار مقابل حصة 6%. يستثمر المستثمرون أيضًا في تعدين البيتكوين.

### التمويل الجماعي
يُعد البيتكوين مفيدًا للتمويل الجماعي. على سبيل المثال، حقق توقيع خاص بكرة القدم الجامعية أكثر من 20 ألف دولار من التبرعات لأحد المتحمسين للبيتكوين. ظهر هذا المتحمس في قناة تلفزيونية محلية وهو يحمل ورقة كبيرة كُتب عليها "مرحبًا أمي، أرسلي بيتكوين". [7]

## مقتنيات البيتكوين
هذه القائمة ليست شاملة:

### ساتوشي ناكاموتو
يقدر المؤمنون بساتوشي ناكاموتو أنه يمتلك أكثر من مليون بيتكوين.

### مقتنيات البيتكوين المعلنة
تقديرات مقتنيات البيتكوين:
- 530 ألف - 600 ألف الولايات المتحدة
- 430 ألف مايكروستراتيجي
- 300 ألف كوريا الشمالية
- 300 ألف إيران
- 194 ألف - 200 ألف الصين
- 100 ألف - 120 ألف روسيا
- 64 ألف - 65 ألف المملكة المتحدة
- 45 ألف - 46 ألف أوكرانيا
- 30 ألف تيم درابر
- 16 ألف منصات ريوت
- 13 ألف بوتان
- 10 آلاف تسلا موتورز
- 5.9 ألف السلفادور [169]
- 2 ألف فنلندا

## الاقتصاد السياسي
وفقًا لدوغ هنود، الذي كتب في صحيفة ذا نيشن عام 2014، فإن البيتكوين يحظى بشعبية نسبية بين الليبرتاريين اليمينيين لأسباب مماثلة لتلك التي تجعل الذهب جذابًا، وذلك بسبب قدرتهم المتصورة على تعطيل العمل المصرفي المؤسسي وطبيعته الانكماشية.
وفقًا لمدون التمويل البديل بريت سكوت، الذي كتب في موقع العلاقات الدولية الإلكترونية (بالإنجليزية: E-International Relations)‏، "قد يتعرف أولئك الذين لديهم نزعة يسارية فوضوية، والذين يرون أن الدولة والقطاع المصرفي يمثلان نفس مصالح النخبة، في [البيتكوين] على إمكانية الحكم الديمقراطي المباشر الجماعي للعملة. ومع ذلك، فقد نال استحسان الليبرتاريين المحافظين الذين يرونه كعملة شبيهة بالسلعة، خالية من شرور البنك المركزي والتنظيم". قال الكاتب إدوارد هداس في عام 2013 إن جاذبية البيتكوين سياسية جزئيًا. ورأى هداس أن فريدريش هايك ربما كان سيوافق على البيتكوين، لكن الرؤية الليبرتارية اليمينية للعملة الخاصة "خاطئة ببساطة" وتستند إلى سوء فهم لكل من الاقتصاد والتاريخ.
وصف الصحفيان بول فيجنا ومايكل كيسي، في كتابهما "عصر العملة المشفرة" عام 2015، الرؤية الليبرتارية للبيتكوين بأنها أقرب إلى المعدنية، الفلسفة الاقتصادية التي ترى المال كسلعة، بينما توقعا أن تأثيرًا أكبر على البيتكوين سيأتي من استخدام البيتكوين كنظام دفع مزعزع، وهو ما يربطانه بالمخططية.